# Luis Regueiro (hiszpański piłkarz)
Luis Regueiro Pagola (ur. 1 lipca 1908 w Irun, zm. 6 grudnia 1995 w mieście Meksyk) – hiszpański piłkarz narodowości baskijskiej, reprezentant Hiszpanii.
Karierę zaczynał w Real Unión Club Irún, w barwach którego grał w pierwszych trzech sezonach Primera División. Następnie przeszedł do Realu Madryt, gdzie w ciągu kolejnych pięciu sezonów strzelił 54 gole i dwukrotnie zdobył mistrzostwo kraju. Na skutek wojny domowej wraz z reprezentacją Baskonii opuścił kraj i trafił ostatecznie do Meksyku, gdzie baskijska drużyna uzyskała możliwość występowania w rozgrywkach ligowych jako Club Deportivo Euzkadi. Tam zakończył karierę, grając w Club de Fútbol Asturias.
W barwach reprezentacji Hiszpanii zagrał 25 meczów i zdobył 16 goli, w tym jeden w meczu przeciwko reprezentacji Włoch na mistrzostwach świata w 1934.